# Буров, Пётр Никитич
Пётр Никитич Буров (1872, Кострома — 1954, Балтимор) — генерал-майор, участник Первой мировой войны и Гражданской войны в России.

## Биография

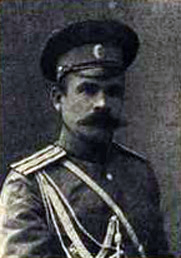
П. Н. Буров

Родился 2 октября 1872 года в Костроме, происходил из дворян Костромской губернии, дальний потомок Ивана Сусанина.
Получил домашнее образование. Поступил 15 октября 1890 года в Санкт-Петербургское пехотное юнкерское училище, из которого был выпущен 1 сентября 1894 года подпоручиком в 28-й пехотный Полоцкий полк; 1 сентября 1898 года произведён в поручики. Вскоре он поступил в Николаевскую академию Генерального штаба; за отличные успехи в науках 1 сентября 1902 года был произведён в штабс-капитаны. В 1903 году выпущен из академии по 1-му разряду и вернулся в свой полк.
Произведён в капитаны 23 мая 1903 года и 3 ноября того же года назначен в Полоцком полку командовать ротой. 7 декабря 1904 года зачислен по Генеральному штабу и 29 января 1905 года назначен помощником старшего адъютанта штаба 2-го Туркестанского армейского корпуса. Находясь на этой должности, Буров неоднократно совершал поездки в Афганистан и исполнял поручения по консульской линии Министерства иностранных дел для разведки Туркестанского военного округа.
Был произведён 6 декабря 1908 года в подполковники и 7 февраля 1909 года переведён в Виленский военный округ, где занял должность помощника старшего адъютанта окружного штаба. С 10 апреля 1911 года был штаб-офицером для поручений при штабе округа, 6 декабря того же года произведён в полковники. С 11 мая по 11 сентября 1913 года отбывал цензовое командование батальоном в 108-м пехотном Саратовском полку.

В начале Первой мировой войны П. Н. Буров возглавил разведывательный отдел штаба 1-й армии генерала Ренненкампфа. 10 июня 1915 года получил в командование 37-й пехотный Екатеринбургский полк. Высочайшим приказом от 13 января 1916 года он был награждён Георгиевским оружием, а 15 марта 1916 года удостоен ордена Св. Георгия 4-й степени за проявленное мужество во время Нарочской операции 1916 года: 
«За то, что в бою в ночь с 7-го на 8-е Марта 1916 года, 37-й пехотный Екатеринобургский полк, под непосредственным его руководством, первым ворвался на позиции противника, закрепился и вел упорную борьбу с противником, пока не ворвались соседние полки; 9 Марта Полковник Буров, вовремя также непосредственного руководства действиями полка, был тяжело контужен».
Летом 1916 года за боевые отличия был произведён в генерал-майоры (со старшинством от 8 марта 1916 года) и 1 сентября назначен начальником штаба 10-й пехотной дивизии, а в 1917 году — начальником штаба 5-го армейского корпуса, командующий 178-й пехотной дивизией (до 05.09.1917), в сентябре (05.09.—23.09.1917) командовал 129-й пехотной дивизией, после чего стал начальником штаба (с 23.09.1917) Особой армии.
После убийства генерала Духонина Буров уехал в Харьков к семье. В Харькове он был мобилизован в Красную армию и с апреля 1918 года был военруком на Карельском участке Северного управления отрядов завесы. С середины мая 1918 года — инспектор формирований, в сентябре — военрук Олонецкого перешейка, а затем — начальник ОПЕРУ (генерал-квартирмейстером) штаба Северного фронта. В марте 1919 года Буров был назначен помощником начальника Военных сообщений 12-й армии Украинского фронта, а с июля — на той же должности 14-й армии. С конца июля находился в распоряжении Главнокомандующего Красной армией Каменева.
В марте 1919 года он был помощником начальника Военных сообщений 12-й армии Украинского фронта, а с июля 1919 — на той же должности 14-й армии. В начале осени 1919 года он бежал в Добровольческую армию, где приказом Главнокомандующего Вооружённых сил Юга России от 11 ноября 1919 года был сформирован военно-полевой суд по делу Бурова. Суд приговорил Бурова к четырём годам каторжных работ за то, что он добровольно вступил в Красную армию. После вмешательства протопресвитера Добровольческой армии Георгия Шавельского, лично знакомого с Буровым и его семьёй, он был помилован и зачислен в распоряжение Деникина. За последующий год гражданской войны никакого назначения П. Н. Буров так и не получил.
После поражения Врангеля Буров был эвакуирован на остров Проти (ныне Кыналыада) и оттуда в Галлиполи. Там он возглавил Александровское военное училище и вместе с училищем переехал в Болгарию. В 1925 году уехал во Францию; жил в Нильванше. Долгое время был представителем отделения Русского обще-воинского союза во Франции и председателем местного отдела Общества галлиполийцев. После Второй мировой войны переехал в Париж, где возглавлял Главное правление Общества галлиполийцев. В 1952 году переехал к сыну в США.
Скончался 2 ноября 1954 года в Балтиморе.

## Семья
Жена, Нина Фёдоровна Бурова, в 1920 году из-за болезни детей осталась в Екатеринодаре, организовала белый партизанский отряд. Под Майкопом была ранена и захвачена в плен. Однако сумела бежать вместе с детьми через Польшу во Францию к мужу. В эмиграции она стала известным художником и активно сотрудничала с белоэмигрантской прессой.

## Награды
- Две бриллиантовые персидские звезды Льва и Солнца, золотая звезда от эмира Бухарского, орден Белого Орла, орден св. Владимира 2-й ст. с мечами, орден св. Станислава 3-й ст. (1906), орден св. Анны 3-й ст. (06.12.1910), орден св. Станислава 2-й ст. (06.12.1913), Георгиевское оружие (Высочайший приказ 13.01.1916), орден св. Георгия 4-й ст. (Высочайший приказ 15.03.1916)[2].